# Martín Miguel de Güemes

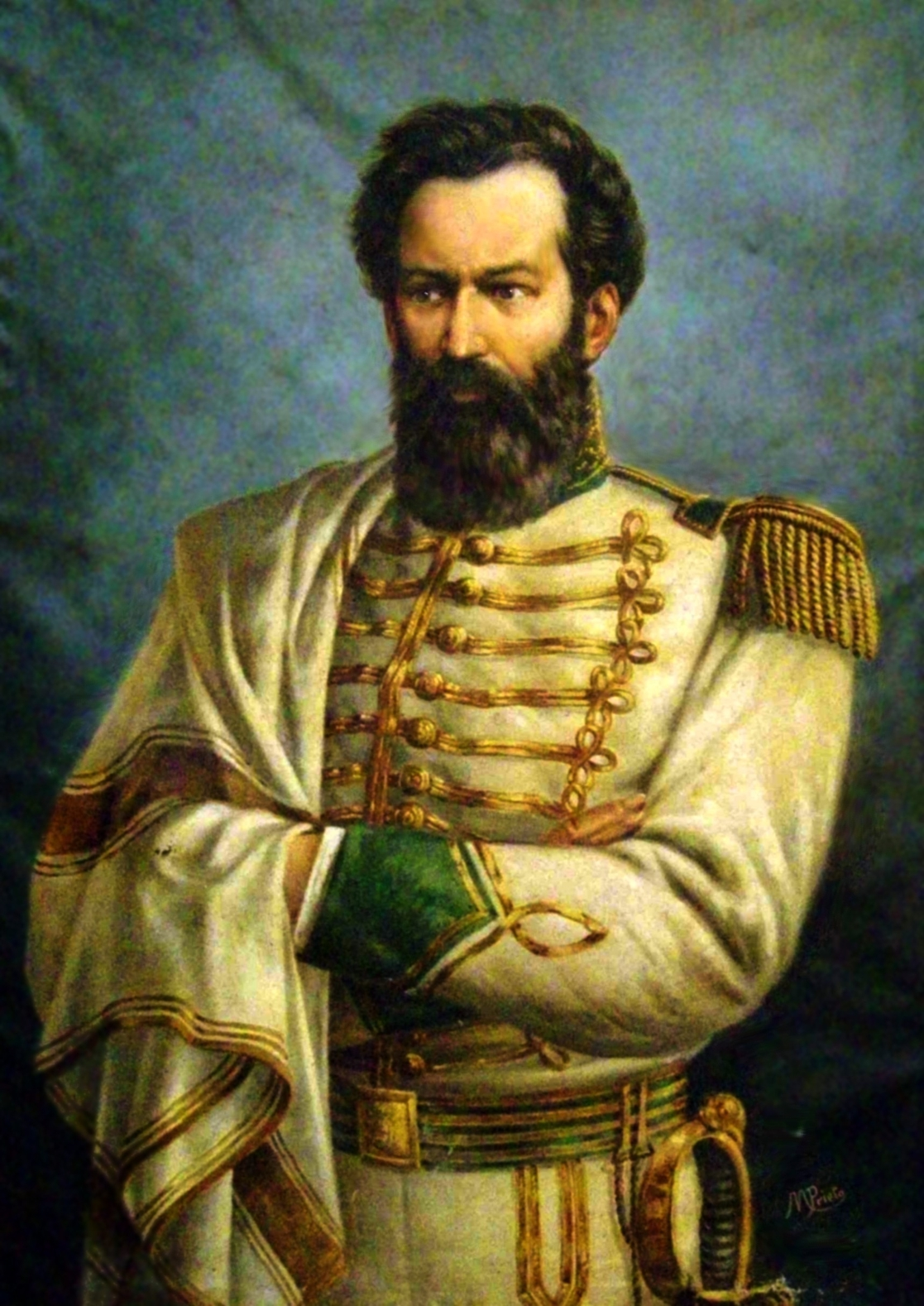
Martín Miguel de Güemes

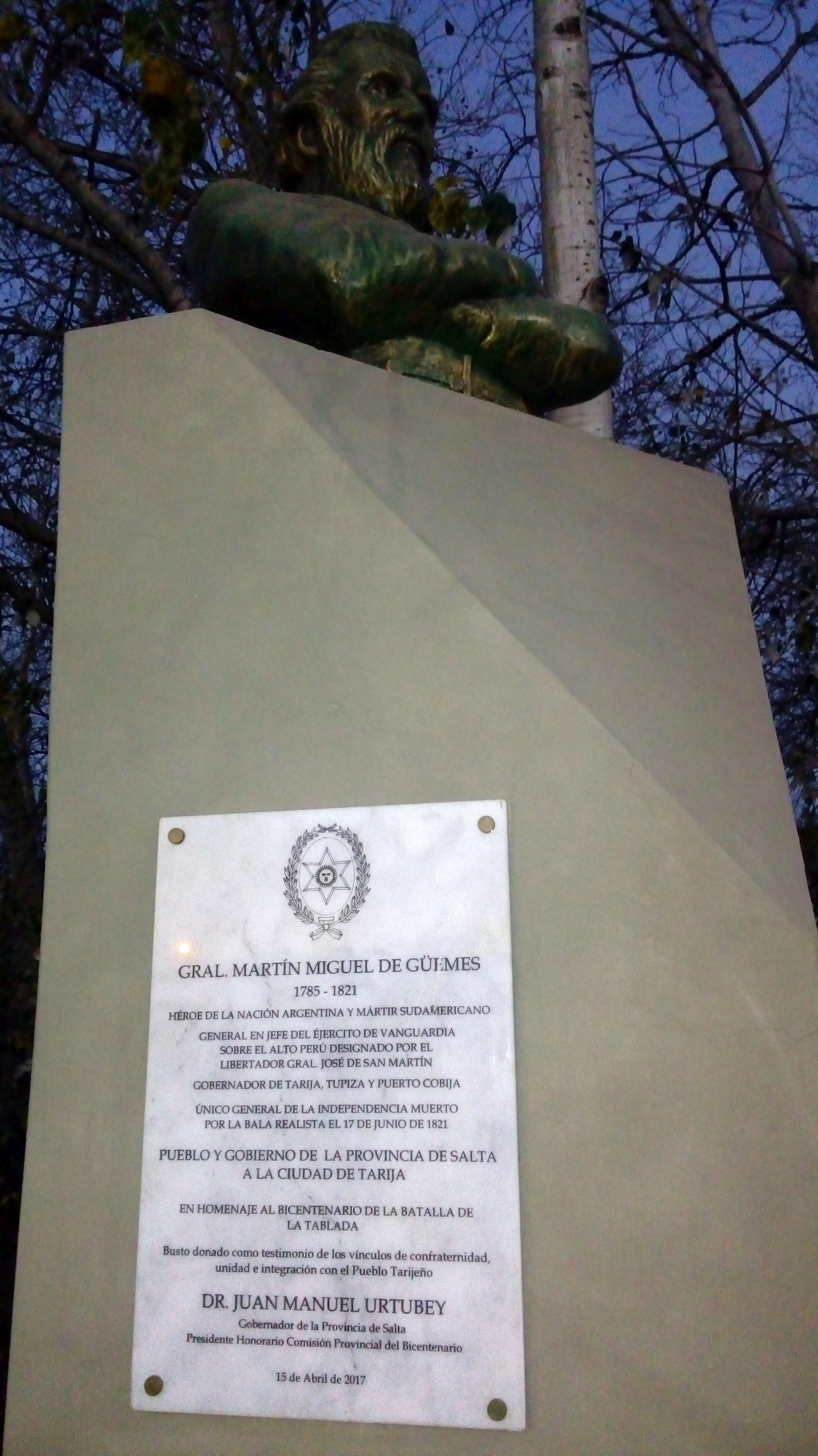
Denkmal für Gral. Martín Miguel de Güemes in der Stadt Tarija (Bolivien), gestiftet von der Provinz Salta

Martín Miguel de Güemes (* 8. Februar 1785, Salta, Argentinien; † 17. Juni 1821, Cañada de la Horqueta, Provinz Salta, Argentinien) war ein General des argentinischen Unabhängigkeitskrieges.

## Leben
Güemes wuchs als Spross einer begüterten Familie auf. Sein Vater, Gabriel de Güemes Montero de la Bárcena Campero, war Schatzmeister der spanischen Krone und ließ seinem Sohn eine gute Erziehung durch Privatlehrer angedeihen. Mit 14 Jahren begab sich Martín Güemes nach Buenos Aires, wo er als Kadett der Infanterie seine militärische Karriere begann. Bereits während der Invasion der Engländer 1806 kämpfte er, damals noch für die spanische Krone, gegen die Invasoren. Der erfolgreiche Widerstand der Bewohner Buenos Aires’ gegen die Engländer, die 1807 zur Kapitulation John Whitelockes führte, beflügelte das Unabhängigkeitsbewusstsein. De Güemes engagierte sich für das erwachende Unabhängigkeitsbewusstsein am Río de la Plata, und während der Mairevolution von 1810 fungierte er als Stellvertreter des argentinischen Freiheitshelden Manuel Belgrano. Er befehligte die legendäre Gauchoarmee „Infernales“, die in der Schlucht Quebrada de Humahuaca (Provinz Jujuy) und in den Tälern von Tarija und Lípez erfolgreich gegen die spanischen und königstreuen Truppen kämpfte. Er spielte eine entscheidende Rolle bei der für die Revolutionäre siegreichen Schlacht von Suipacha; später beteiligte er sich auch an der Belagerung von Montevideo und schützte wiederholte Male die nordwestlichen Provinzen Argentiniens mit Hilfe der Guerillataktik seiner Gauchotruppen gegen Einfälle der spanischen Truppen, die das Gebiet zurückerobern wollten. 1815 wurde Güemes zum Gouverneur der Provinz Salta gewählt und schwor als solcher ein Jahr später auf die Unabhängigkeit der Vereinigten Provinzen des Río de la Plata (ein Gebiet, welches das nachmalige Argentinien, Uruguay und Teile des heutigen Bolivien umfasste); durch interne Streitigkeiten mit dem Gouverneur von Tucumán verlor er jedoch an Unterstützung und geriet bei einem Überraschungsangriff auf Salta in einen Hinterhalt der spanischen Truppen. Bei einem Ausbruchsversuch am 7. Juni 1821 wurde er von einer feindlichen Kugel getroffen; zehn Tage später starb er in Cañada de la Horqueta an den Folgen dieser Verletzung. Seine sterblichen Überreste wurden 1822 vom damaligen Gouverneur von Salta, José Ignacio de Gorriti, in der Kathedrale von Salta beigesetzt.
Die Stadt General Güemes und das gleichnamige Departamento sind nach ihm benannt. In Argentinien trägt die ansonsten als Rockpepper Bay bekannte Bucht in der Antarktis als Ensenada Güemes ebenfalls seinen Namen, ebenso wie der Flughafen von Salta.